# Ihrām
Ihrām (arabisch إحرام, DMG iḥrām ‚Weihezustand‘) ist der terminus technicus für den Weihezustand, in dem sich ein muslimischer Pilger nach Mekka auf der großen (haddsch) oder auf der kleinen ('umra) Pilgerfahrt befindet.
Dem Eintritt in den Weihezustand geht die große rituelle Waschung (ghusl) voraus. Derjenige, der sich in diesem Zustand befindet, heißt muḥrim. Der Pilger befindet sich bis Ende der Wallfahrtszeremonien in diesem Weihezustand, der mit dem Ablegen der iḥrām-Kleidung endet.

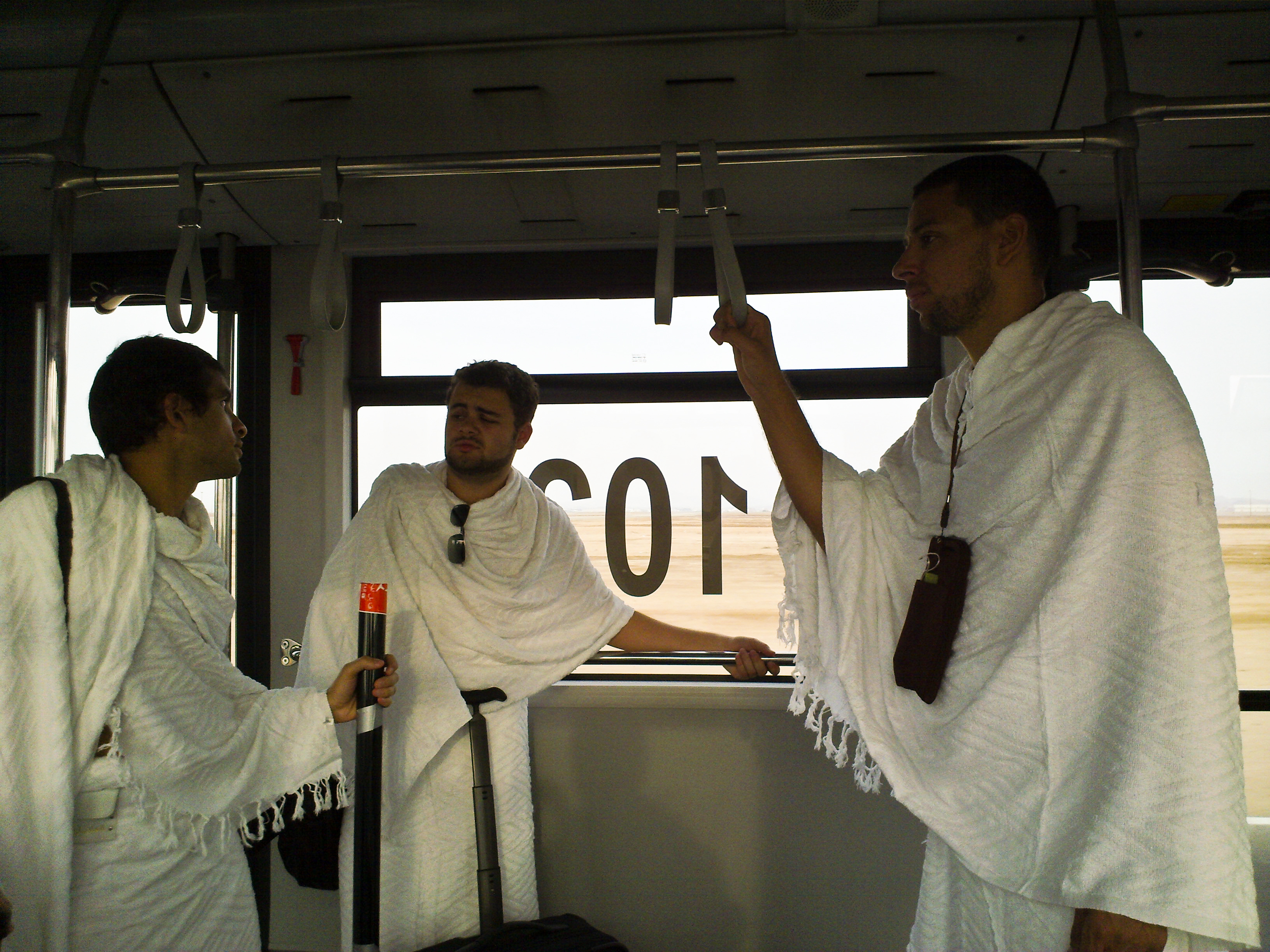
Personen in Iḥrām-Kleidung am Flughafen Dschidda

Das Gewand besteht aus zwei weißen Baumwolltüchern, von denen das eine um die Hüften geschlungen wird und den Körper zwischen Nabel und Knien bedeckt (izār). Ein zweites Tuch bedeckt die linke Schulter, den Rücken und teilweise die Brust; es wird an der rechten Körperseite zusammengebunden (ridāʾ). Beide Tücher sollen weiß sein. An den Füßen dürfen keine festen Schuhe oder Stiefel getragen werden, die einzige Ausnahme bilden Sandalen. Frauen haben keine besonderen Kleidungsvorschriften, nur darf ihr Gesicht während der Zeremonien nicht verschleiert sein und sie dürfen keine Handschuhe tragen.
Das islamische Gesetz erklärt es für verdienstvoll, wenn der Pilger schon zu Beginn seiner Reise nach Mekka in den Iḥrām-Zustand eintritt. Das Gesetz, unter Berufung auf entsprechende Aussagen des Propheten Mohammed (hadith), hat einige Stationen an der Grenze zum heiligen Gebiet von Mekka (Ḥaram) angegeben, an denen die Pilger in den Weihezustand treten. Diejenigen, die innerhalb dieses heiligen Bezirkes wohnen, treten an ihren jeweiligen Wohnorten in den Weihezustand ein. In diesem Weihezustand sind das Blutvergießen jeder Art (auch das Töten von Insekten wie Läusen sollte vermieden werden), das Jagen und der sexuelle Verkehr untersagt.
Am Ende des iḥrām, am zehnten Tag des Pilgermonats, lässt sich der Pilger die Haare schneiden, rasieren und die Nägel schneiden. Die iḥrām-Kleidung wird abgelegt, und der Pilger zieht seine gewöhnliche Kleidung an.